# 소 키루스

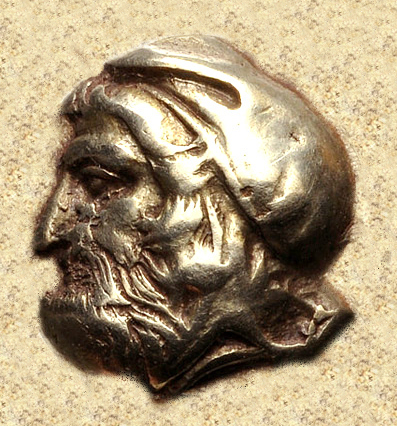

키루스(Cyrus the Younger)는 페르시아의 아케메네스 제국 다리우스 2세의 아들이다. 출생년도는 미상이며, 기원전 401년 그의 형 아르타크세르크세스 2세와 왕위를 다투다 전사하였다.
키루스는 아르타크세르크세스 2세와 대결하기 위해 그리스 용병을 고용하였는데, 그 가운데에는 크세노폰도 참여하였다. 키루스와 그리스 용병들에 관한 이야기는 크세노폰의 아나바시스에 기록되어 있다.

## 같이 보기
- 크세노폰
- 아나바시스 (크세노폰)